# Объеднаное (Сумская область)
Объеднане (укр. Об'єднане) — село в Шосткинском районе Сумской области Украины. До реформы 2015—2020 гг. входило в Чуйковский сельский совет Ямпольского района.
Код КОАТУУ — 5925684904. Население по переписи 2001 года составляло 2 человека .

## Географическое положение
Село Объединенное находится в 4-х км от села Чуйковка, в 1-м км от границы с Россией.
К селу примыкает большой лесной массив (сосна).